# Dziwlik miedziany
Dziwlik miedziany, krążniczka miedziana (Miriquidica garovaglii (Schaer.) Hertel & Rambold – gatunek grzybów z rodziny Roccellaceae. Ze względu na współżycie z glonami zaliczany jest do porostów.

## Systematyka i nazewnictwo
Pozycja w klasyfikacji według Index Fungorum: Miriquidica, Lecanoraceae, Lecanorales, Lecanoromycetidae, Lecanoromycetes, Pezizomycotina, Ascomycota, Fungi.
Po raz pierwszy gatunek ten opisany został w 1850 r. przez Schaerera jako Lecidea garovaglii. Obecną, uznaną przez Index Fungorum nazwę nadali mu Hertel i Rambold  w 1987 r.
Synonimy:
- Biatora aenea b garovaglii (Schaer.) Jatta 1911
- Lecidea aenea f. garovaglii (Schaer.) Jatta 1900
- Lecidea aenea var. garovaglii (Schaer.) Jatta 1881
- Lecidea atrobrunnea var. garovaglii (Schaer.) Jatta 1881
- Lecidea garovaglii Schaer. 1850
- Psora garovaglii (Schaer.) Anzi 1860

Nazwa polska według Krytycznej listy porostów i grzybów naporostowych Polski. 

## Morfologia
Plecha
Skorupiasta, osiągająca średnicę do 8 cm i grubość 0,5–1,7 mm. Otoczona jest szaro-czarnym przedpleszem. Złożona jest z płaskich lub wypukłych areolek o szerokości 0,7–1, wyjątkowo 2 mm. Są nieregularnie kanciaste i mają gładką, brązową, brunatną lub szarobrunatną i lekko lśniącą powierzchnię. Kora brązowa, o grubości 12–35 μm. Zbudowana jest z warstwy strzępek o grubości  4 μm i warstwy epinekralnej o grubości 10–30 μm. Strzępki w rdzeniu mają grubość 4–5 μm, warstwa glonów 100 μm. Pojedyncza komórka glonu ma średnicę zazwyczaj 10 μm, rzadko do 15 μm.
Owocniki
W rozproszeniu lub w skupiskach występują okrągłe i siedzące apotecja o średnicy (0,3) 1–1,5 (5,5) mm. Mają płaskie lub wypukłe tarczki o barwie od czarniawo-brązowej do czarnej i matową, nieoprószoną powierzchnię. Brzeżek występuje tylko u młodych owocników, potem zanika. Osłona owocnika ma barwę szarą, ciemnozieloną lub oliwkowo-brązową, a na obwodzie jest bezbarwna, szarawa lub brązowo-żółtawa. Ma grubość  120–150 (260) μm i zbudowana jest ze strzępek o szerokości 2,5–6 μm. Epihymenium o grubości 10–15 μm i barwie od oliwkowo-brunatnej do zielonej. Hymenium o grubości 50–70 μm, w dolnej części bezbarwne, w górnej oliwkowe lub zielone. W jodzie barwi się na niebiesko. Worki zgrubiałe, o wymiarach 40-50 x 12–15 μm. Między workami zazwyczaj rozgałęzione, czasami łączące się z sobą wstawki. W dolnej części mają szerokość 2 μm, górą do 3 μm. Bezbarwne subhymenium ma grubość 75–120 μm, Hypotecjum bezbarwne.
W jednym worku powstaje 8 bezbarwnych, elipsoidalnych askospor o rozmiarach (9,5) 12–17 (19) × (4) 5–6 (7) μm. Występują także zanurzone w plesze pyknidia. Powstają w nich nitkowate i zakrzywione pykniospory o wymiarach 18–26 × 0,9–1,2 μm. 
Reakcje barwne: kora K-, C-, KC-, P-, rdzeń K+ żółty, C-, KC-, P+ pomarańczowy. Kwasy porostowe: kwas miriquidiowy i stiktiowy.

## Występowanie i siedlisko
Miriquidica garovaglii  występuje w Ameryce Północnej, Europie i Azji na obszarach o klimacie umiarkowanym i zimnym, głównie w wysokich górach i w tundrze. W Europie jest szeroko rozprzestrzeniony – występuje od Hiszpanii po północne skrawki Półwyspu Skandynawskiego. Na północy sięga aż po 78° szerokości geograficznej (na Grenlandii). W Polsce podawano stanowiska w Centralnych i Zewnętrznych Karpatach Zachodnich oraz w Sudetach. Wiele z tych stanowisk jest historyczne (lata 1901–1955). Nowsze stanowiska podawane są tylko z Tatr. Jest rzadki. Znajduje się na Czerwonej liście roślin i grzybów Polski. Ma status EN – gatunek wymierający, znajdujący się w sytuacji wysokiego ryzyka wymarcia w stanie dzikim w regionie.
Rośnie w wysokich górach, w piętrze halnym i turniowym, głównie na skałach krzemianowych i piaskowcach.